# Antiláser

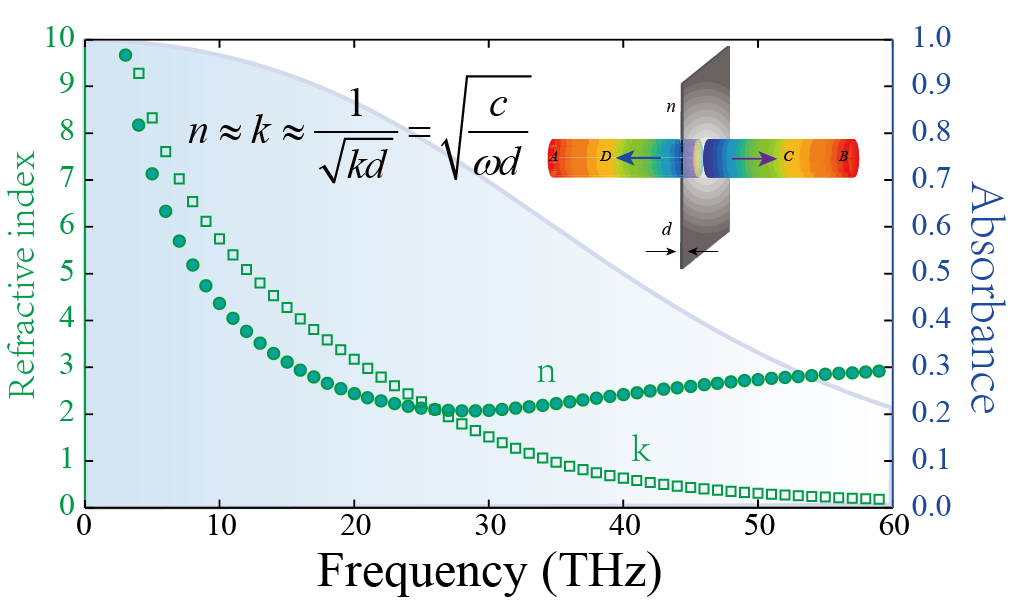
Amortiguador de coherencia perfecta

Un  antiláser o amortiguador de coherencia perfecta (del inglés, coherent perfect absorber o CPA), es un dispositivo para la absorción de las partículas (fotones) de luz coherente de un láser de una longitud de onda específica; por tanto, el mecanismo inverso de un láser. La energía absorbida en este proceso se libera en forma de energía eléctrica o térmica.  El diseño fue publicado por primera vez en la edición del 26 de julio de 2010, de Physical Review Letters, por un equipo de la Universidad de Yale, dirigido por el físico teórico A. Douglas Stone. En la edición del 9 de septiembre de 2010, de la revista Physical Review A, Stefano Longhi, del Politécnico de Milán demostró cómo combinar un láser y un antiláser en un único dispositivo. En febrero de 2011, el equipo de Yale construyó el primer antiláser operativo. Por el  momento, el dispositivo es capaz de absorber el 99,4 % de toda la luz entrante, pero el equipo que ha desarrollado el dispositivo cree que será posible aumentar la absorción hasta el 99,999 %.

## Diseño
Se disparan dos láseres idénticos, uno contra el otro, a través de un material absorbente de la luz, tal como el silicio. Este método sustituye el medio de ganancia de un láser con un material que presenta propiedades opuestas. Esto hace que la mayor parte de los fotones sean absorbidos, mientras que las ondas de luz restantes se ven anuladas por interferir entre sí.
El dispositivo enfoca dos rayos láser de una frecuencia dada en una cavidad en la que existe un material semiconductor, un disco de silicio que va alineando las ondas luminosas. Estas ondas rebotan de modo continuo hasta que son casi totalmente absorbidas (se absorbe un 99,4% de la luz incidente) y transformadas en calor. Los primeros modelos operativos miden aproximadamente un centímetro de diámetro aunque poco a poco se irá miniaturizando hasta llegar a diámetros de solo unas pocas micras, con tasas de absorción del 99,999%.

## Aplicaciones
Entre los posibles usos que se podrían atribuir al antiláser se incluye la fabricación de interruptores ópticos para computadoras y equipos de transmisión eléctrica, a través de líneas de fibra óptica.